# Israel Football League
Die Israel Football League (IFL; Hebräisch: ליגת הפוטבול הישראלית), aufgrund des Sponsorings durch Robert Kraft und dessen Familie auch als Kraft Family Israel Football League bekannt, ist die höchste Liga für American Football in Israel. Die Amateurliga wird vom Verband American Football in Israel (AFI) ausgerichtet. Beendet wird jede Saison mit dem Israel Bowl, bei dem die israelische Meisterschaft ausgespielt wird.

## Geschichte
Der Vorgänger der IFL bestand aus improvisierten Spielen ohne Ausrüstung oder Schiedsrichter und wurde 1999 von einer Gruppe von Footballenthusiasten gegründet, darunter Ofri Becker, Gadi Gadot, Ben Friedman, Raviv Faig, Itay Ashkenazi und Ori Shterenbach. Diese Initiative führte zur Gründung einer Tackle Football Liga, die erstmals 2005 gespielt wurde und drei Teams umfasste, die Tel Aviv Pioneers, Haifa Underdogs und Tel Aviv-Jaffa Sabres, wobei Haifa die erste Meisterschaft gewann.
American Football war in Israel seit 1988 präsent, als der amerikanische Expat Steve Leibowitz eine Liga für Touch-Football gründete. Im Sommer 2006, nach einer Saison, einigten sich die israelische Gruppe und Leibowitz darauf, ihre Ligen zusammenzulegen und gründeten die heutige IFL. Es dauerte jedoch bis 2007, bis die erste offizielle Saison mit Trainern, Schiedsrichtern und voller Ausrüstung unter dem Dachverband des AFI stattfand. Zu den drei bereits bestandenen Teams kamen in der ersten Saison die Jerusalem Lions hinzu, die auf Anhieb den Israel Bowl gewinnen konnten.
Im Jahr 2008 begannen Robert Kraft, Besitzer der New England Patriots, und seine Familie, die IFL zu sponsern und spendeten der Liga das Kraft Family Stadium in Jerusalem.
Bis 2017 gab es in Israel abgesehen vom Kraft Family Stadium, das nur 80 Meter lang und schmaler als ein American-Football-College-Feld war, keine American-Football-Felder, weshalb die Teams Fußballfelder reservieren mussten, die nicht immer verfügbar waren. Das änderte sich, als der Kraft Family Sports Campus im Juni 2017 in Jerusalem eröffnet wurde. Dieser umfasst mehrere Sportplätze und ein Spielfeld, das für American Football ausgelegt ist und heute als Standort für den Israel Bowl, sowie für Heimspiele der israelischen Nationalmannschaft und der Jerusalem Lions dient.
Wie in vielen anderen Ländern, Sportarten und Ligen auch, wurde die Israel Football League im Jahr 2020 stark von der Covid-19-Pandemie beeinträchtigt, was unter anderem dazu führte, dass die Saison 2019/2020 abgebrochen werden musste. Während die reguläre Saison noch im zweiten Halbjahr 2019, also vor Pandemieausbruch, im normalen Rahmen stattfand, wurden die Play-offs, die im März 2020 stattfinden sollten, zunächst verschoben und anschließend ersatzlos abgesagt. Die Pandemie hatte zudem zur Folge, dass die anschließende Saison nicht wie üblich im November desselben Jahres begann, sondern erst im Februar des darauffolgenden 2021. Seitdem enden die Saisons im selben Jahr, in dem sie begonnen haben.

## Teams
Die IFL wird, mit Ausnahmen der Saisons 2010/2011 und 2011/2012, in nur einer Gruppe ausgetragen zu der seit 2022 sieben Teams gehören.

### Aktuelle Teams
In der Saison 2022 nahmen folgende Teams an der IFL teil:
- Haifa Underdogs
- Jerusalem Lions
- Judean Rebels
- Mazkeret Batya Silverbacks
- Petah Tikva Troopers
- Ramat Hasharon Hammers
- Tel Aviv Pioneers

### Ehemalige Teams
| - Tel Aviv-Jaffa Sabres,   | 2005–2013 |
| - Jerusalem Kings,         | 2008–2015 |
| - Acre Northern Stars,     | 2011–2015 |
| - Be'er Sheva Black Swarm, | 2009–2021 |

## Israelische Meisterschaft
Die Israelische Meisterschaft wird am Ende jeder Saison im so genannten Israel Bowl, auch als IsraBowl bekannt, ausgespielt. Amtierende Meister sind die Ramat Hasharon Hammers, die 2022 im Israel Bowl XV gegen die Tel Aviv Pioneers mit 18:14 gewannen.
Rekordmeister sind die Jerusalem Lions, die bisher viermal die Meisterschaft gewinnen konnten. Außerdem haben die Lions zusammen mit den Tel Aviv Pioneers die meisten Endrundenteilnahmen (jeweils acht).

### Israel Bowls
| Nr.  | Saison    | Datum                          | Sieger                         | Verlierer                      | Ergebnis                       | Spielort                                       | MVP                                     |
| ---- | --------- | ------------------------------ | ------------------------------ | ------------------------------ | ------------------------------ | ---------------------------------------------- | --------------------------------------- |
| I    | 2007/2008 | 28. März 2008                  | Jerusalem Lions                | Haifa Underdogs                | 24:18 n. OT.                   | Kraft Stadium, Jerusalem                       | Moshe Horowitz (Lions)                  |
| II   | 2008/2009 | 3. April 2009                  | Modi'in Pioneers               | Jerusalem Lions                | 32:26 n. OT.                   | Kraft Stadium, Jerusalem                       | Assaf Katz (Pioneers)                   |
| III  | 2009/2010 | 26. März 2010                  | Tel Aviv-Jaffa Sabres          | Jerusalem Lions                | 26:22                          | Kraft Stadium, Jerusalem                       | Evan Reshef (Sabres)                    |
| IV   | 2010/2011 | 18. März 2011                  | Judean Rebels                  | Tel Aviv-Jaffa Sabres          | 32:30                          | Kraft Stadium, Jerusalem                       | Zack Miller (Rebels)                    |
| V    | 2011/2012 | 30. März 2012                  | Tel Aviv-Jaffa Sabres          | Tel Aviv Pioneers              | 44:42                          | Kraft Stadium, Jerusalem                       | Adi Hakami, Jonathan Curran (Sabres)    |
| VI   | 2012/2013 | 22. März 2013                  | Tel Aviv-Jaffa Sabres          | Judean Rebels                  | 48:26                          | Kraft Stadium, Jerusalem                       | Jonathan Curran, Banning Fudge (Sabres) |
| VII  | 2013/2014 | 11. April 2014                 | Tel Aviv Pioneers              | Jerusalem Lions                | 80:28                          | Kraft Stadium, Jerusalem                       | Ronny Moscona (Pioneers)                |
| VIII | 2014/2015 | 26. März 2015                  | Judean Rebels                  | Tel Aviv Pioneers              | 20:10                          | Kraft Stadium, Jerusalem                       | Dani Eastman (Rebels)                   |
| IX   | 2015/2016 | 14. April 2016                 | Judean Rebels                  | Tel Aviv Pioneers              | 32:14                          | Moshava Stadium Practice Facility, Petah Tikva | Dani Eastman (Rebels)                   |
| X    | 2016/2017 | 30. März 2017                  | Jerusalem Lions                | Tel Aviv Pioneers              | 44:36                          | Moshava Stadium Practice Facility, Petah Tikva | David Abell (Lions)                     |
| XI   | 2017/2018 | 22. März 2018                  | Jerusalem Lions                | Petah Tikva Troopers           | 28:20                          | Kraft Family Sports Campus, Jerusalem          | David Abell (Lions)                     |
| XII  | 2018/2019 | 1. März 2019                   | Jerusalem Lions                | Petah Tikva Troopers           | 29:26                          | Kraft Family Sports Campus, Jerusalem          | Effi Mishaan (Lions)                    |
| XIII | 2019/2020 | Absage wegen Covid-19-Pandemie | Absage wegen Covid-19-Pandemie | Absage wegen Covid-19-Pandemie | Absage wegen Covid-19-Pandemie | Absage wegen Covid-19-Pandemie                 | Absage wegen Covid-19-Pandemie          |
| XIV  | 2021      | 15. Juli 2021                  | Tel Aviv Pioneers              | Jerusalem Lions                | 13:08                          | Kraft Family Sports Campus, Jerusalem          | Daniel Jackson (Pioneers)               |
| XV   | 2022      | 23. Juni 2022                  | Ramat Hasharon Hammers         | Tel Aviv Pioneers              | 18:14                          | Kraft Family Sports Campus, Jerusalem          |                                         |

### Liste der Teilnehmer
| Team                   | T | S | N | SQ      | P+  | P−  | Dif |
| ---------------------- | - | - | - | ------- | --- | --- | --- |
| Jerusalem Lions        | 8 | 4 | 4 | 50,0 %  | 209 | 251 | −42 |
| Tel Aviv Pioneers      | 8 | 3 | 5 | 37,5 %  | 241 | 220 | +21 |
| Judean Rebels          | 4 | 3 | 1 | 75,0 %  | 110 | 102 | +8  |
| Tel Aviv-Jaffa Sabres  | 4 | 3 | 1 | 75,0 %  | 148 | 122 | +26 |
| Petah Tikva Troopers   | 2 | 0 | 2 | 0,0 %   | 46  | 57  | −11 |
| Ramat Hasharon Hammers | 1 | 1 | 0 | 100,0 % | 18  | 14  | +4  |
| Haifa Underdogs        | 1 | 0 | 1 | 0,0 %   | 18  | 24  | −6  |

1. ↑  Bis 2010 als Modi'in Pioneers